# روبرت برات
روبرت برات (Robert Braet) (مواليد 11 فبراير 1912) هو لاعب كرة قدم. يلعب مع منتخب بلجيكا لكرة القدم. سبق له أن لعب في كأس العالم لكرة القدم مع منتخب بلاده.

## وصلات خارجية
- روبرت برات على موقع الاتحاد البلجيكي (الإنجليزية)
- روبرت برات على موقع قاعدة بيانات كرة القدم.إي يو (الإنجليزية)
- روبرت برات على موقع ناشيونال فوتبول تيمز (الإنجليزية)
- روبرت برات على موقع Soccerway.com (الإنجليزية)
- روبرت برات على موقع عالم كرة القدم.نت (الإنجليزية)